# Qingyang (köpinghuvudort i Kina, Heilongjiang Sheng, lat 45,37, long 128,79)
Qingyang (kinesiska: 庆阳, 庆阳镇) är en köpinghuvudort i Kina. Den ligger i provinsen Heilongjiang, i den nordöstra delen av landet, omkring 170 kilometer öster om provinshuvudstaden Harbin. Antalet invånare är 20 959. Befolkningen består av 10 029 kvinnor och 10 930 män. Barn under 15 år utgör 14,0 %, vuxna 15-64 år 79 %, och äldre över 65 år 6,0 %.
Runt Qingyang är det ganska tätbefolkat, med 65 invånare per kvadratkilometer. Qingyang är det största samhället i trakten. Trakten runt Qingyang består till största delen av jordbruksmark.
Genomsnittlig årsnederbörd är 935 millimeter. Den regnigaste månaden är juli, med i genomsnitt 181 mm nederbörd, och den torraste är januari, med 10 mm nederbörd.